# Eusyllis irregulata
Eusyllis irregulata är en ringmaskart som beskrevs av Imajima 1966. Eusyllis irregulata ingår i släktet Eusyllis och familjen Syllidae. Inga underarter finns listade i Catalogue of Life.